# Quenten Martinus
Quenten Geordie Felix Martinus (sinh ngày 7 tháng 3 năm 1991) là một cầu thủ bóng đá người Curaçao thi đấu ở vị trí tiền vệ chạy cánh trái cho câu lạc bộ J. League Urawa Red Diamonds và Đội tuyển quốc gia Curaçao.
Trước đó anh thi đấu cho SC Heerenveen, Sparta Rotterdam, Ferencváros FC Emmen, FC Botoșani và Yokohama F. Marinos.

## Thống kê sự nghiệp
Tính đến trận đấu diễn ra ngày 18 tháng 4 năm 2018
| Câu lạc bộ              | Mùa giải             | Giải vô địch         | Giải vô địch | Giải vô địch | Cúp     | Cúp       | Cúp Liên đoàn | Cúp Liên đoàn | Khác    | Khác      | Tổng    | Tổng      |
| Câu lạc bộ              | Mùa giải             | Hạng đấu             | Số trận      | Bàn thắng    | Số trận | Bàn thắng | Số trận       | Bàn thắng     | Số trận | Bàn thắng | Số trận | Bàn thắng |
| ----------------------- | -------------------- | -------------------- | ------------ | ------------ | ------- | --------- | ------------- | ------------- | ------- | --------- | ------- | --------- |
| Heerenveen              | 2010–11              | Eredivisie           | 1            | 0            | 0       | 0         | —             | —             | —       | —         | 1       | 0         |
| Heerenveen              | 2011–12              | Eredivisie           | 6            | 0            | 2       | 1         | —             | —             | —       | —         | 8       | 1         |
| Heerenveen              | Tổng                 | Tổng                 | 7            | 0            | 2       | 1         | 0             | 0             | 0       | 0         | 9       | 1         |
| Sparta Rotterdam (mượn) | 2012–13              | Eerste Divisie       | 15           | 1            | 1       | 1         | —             | —             | —       | —         | 16      | 2         |
| Ferencvárosi            | 2012–13              | Nemzeti Bajnokság I  | 7            | 0            | 0       | 0         | 2             | 0             | —       | —         | 9       | 0         |
| Emmen                   | 2013–14              | Eerste Divisie       | 34           | 3            | 2       | 1         | —             | —             | —       | —         | 36      | 4         |
| Botoșani                | 2014–15              | Liga I               | 30           | 3            | 0       | 0         | —             | —             | —       | —         | 30      | 3         |
| Botoșani                | 2015–16              | Liga I               | 21           | 4            | 1       | 0         | —             | —             | 3       | 0         | 25      | 4         |
| Botoșani                | Tổng                 | Tổng                 | 51           | 7            | 1       | 0         | 0             | 0             | 3       | 0         | 55      | 7         |
| Yokohama F. Marinos     | 2016                 | J1 League            | 24           | 4            | 3       | 0         | 6             | 0             | —       | —         | 33      | 4         |
| Yokohama F. Marinos     | 2017                 | J1 League            | 29           | 5            | 2       | 0         | —             | —             | —       | —         | 31      | 5         |
| Yokohama F. Marinos     | Tổng                 | Tổng                 | 53           | 9            | 5       | 0         | 6             | 0             | 0       | 0         | 64      | 9         |
| Urawa Red Diamonds      | 2018                 | J1 League            | 3            | 0            | 0       | 0         | 3             | 0             | —       | —         | 6       | 0         |
| Tổng cộng sự nghiệps    | Tổng cộng sự nghiệps | Tổng cộng sự nghiệps | 170          | 20           | 11      | 3         | 11            | 0             | 3       | 0         | 195     | 23        |

1. ↑  Appearance(s) ở UEFA Europa League

## Danh hiệu
Ferencváros
- Hungarian League Cup: 2013